# Ivan Lepinjica
Ivan Lepinjica (Fiume, 9 luglio 1999) è un calciatore croato, centrocampista del Sabah.

## Caratteristiche tecniche
È un mediano.

## Carriera

### Club
Cresciuto nel settore giovanile dello Rijeka, nel 2018 è stato ceduto in prestito allo Zara dove ha debuttato fra i professionisti giocando l'incontro perso 3-1 contro l'Hrvatski Dragovoljac del 24 agosto.

### Nazionale
Ha giocato nella nazionale croata Under-21.

## Statistiche
Statistiche aggiornate al 23 febbraio 2020.

### Presenze e reti nei club
| Stagione        | Squadra              | Campionato      | Campionato | Campionato | Coppe nazionali | Coppe nazionali | Coppe nazionali | Coppe continentali | Coppe continentali | Coppe continentali | Altre coppe | Altre coppe | Altre coppe | Totale | Totale | Totale |
| Stagione        | Squadra              | Comp            | Pres       | Reti       | Comp            | Pres            | Reti            | Comp               | Pres               | Reti               | Comp        | Pres        | Reti        | Pres   | Reti   |        |
| --------------- | -------------------- | --------------- | ---------- | ---------- | --------------- | --------------- | --------------- | ------------------ | ------------------ | ------------------ | ----------- | ----------- | ----------- | ------ | ------ | ------ |
| 2018-gen. 2019  | Hrvatski Dragovoljac | 1.HNL           | 12         | 1          | CC              | 2               | 1               |                    | -                  | -                  |             | -           | -           | 14     | 2      |        |
| gen.-giu. 2019  | Rijeka               | 1.HNL           | 12         | 1          | CC              | 2               | 0               |                    | -                  | -                  |             | -           | -           | 14     | 1      |        |
| 2019-2020       | Rijeka               | 1.HNL           | 15         | 0          | CC              | 3               | 0               | UEL                | 4                  | 0                  | SC          | 1           | 0           | 23     | 0      |        |
| Totale carriera | Totale carriera      | Totale carriera | 39         | 2          |                 | 7               | 1               |                    | 4                  | 0                  |             | 1           | 0           | 51     | 3      |        |

## Palmarès

### Club

#### Competizioni nazionali
- Coppa di Croazia: 1

Rijeka: 2019-2020
- Coppa d'Azerbaigian: 1

Sabah: 2024-2025